# Distretto di Bagua Grande
Il distretto di Bagua Grande è un distretto del Perù nella provincia di Utcubamba (regione di Amazonas) con 47.336 abitanti al censimento 2007 dei quali 29.507 urbani e 17.829 rurali.
È stato istituito fin dall'indipendenza del Perù.